# Dejan Milovanović
Dejan Milovanović (21 de janeiro de 1984) é um futebolista profissional sérvio que atua como meia.

## Carreira
Dejan Milovanović representou a Seleção Servo-Montenegrina de Futebol nas Olimpíadas de 2004.